# Abdoulaye Traoré (voetballer, 2003)
David Traoré Abdoulaye Kinski (San-Pédro, 28 juni 2003), beter bekend als Ablo Traoré, is een Ivoriaanse profvoetballer die als vleugelspeler speelt voor SV Zulte Waregem.

## Clubcarrière
Traoré speelde enige tijd in de Russische Academie van FDC Vista, voordat hij in de zomer van 2022 bij de Bulgaarse club Botev Plovdiv ging spelen. Hij speelde voor Botev Plovdiv II in de Tweede Liga en scoorde negen doelpunten in vijf wedstrijden, waardoor hij in november 2022 werd opgeroepen voor het eerste elftal.
Op 31 juli 2023 vertrok hij naar Zulte Waregem die dat seizoen uitkomen in de Belgische Tweede klasse, waarbij de transfersom niet bekend werd gemaakt. Botev maakte bekend dat het een van de drie hoogste transfers in hun geschiedenis was.

## Internationale carrière
In november 2023 werd hij voor het eerst opgeroepen voor Ivoorkust O23. Hij scoorde een doelpunt in de 4-0 overwinning op Irak O23.

## Clubstatistieken
Bijgewerkt tot 22 december 2024.
| Seizoen         | Club             | Land               | Competitie      | Competitie | Competitie | Beker | Beker | Totaal | Totaal |
| Seizoen         | Club             | Land               | Competitie      | Wed.       | Dlp.       | Wed.  | Dlp.  | Wed.   | Dlp.   |
| --------------- | ---------------- | ------------------ | --------------- | ---------- | ---------- | ----- | ----- | ------ | ------ |
| 2022/23         | Botev Plovdiv II | Vlag van Bulgarije | Vtora liga      | 5          | 9          | –     | –     | 5      | 9      |
| 2022/23         | Botev Plovdid    | Vlag van Bulgarije | Parva liga      | 16         | 2          | 2     | 0     | 18     | 2      |
| 2023/24         | SV Zulte Waregem | Vlag van België    | Eerste klasse B | 31         | 4          | 3     | 2     | 34     | 6      |
| 2024/25         | SV Zulte Waregem | Vlag van België    | Eerste klasse B | 11         | 3          | 3     | 3     | 14     | 6      |
| Carrière totaal | Carrière totaal  | Carrière totaal    | Carrière totaal | 63         | 18         | 8     | 5     | 71     | 23     |